# 韋伯斯特 (加利福尼亞州)
韋伯斯特（英語：Webster）是位於美國加利福尼亞州優洛縣的一個非建制地區。該地的面積和人口皆未知。

## 地理
韋伯斯特的座標為38°33′44″N 121°39′19″W / 38.56222°N 121.65528°W，而該地的平均海拔高度為8米（即26英尺）。